# Eau Noire
De Eau Noire is een bronrivier van de Viroin die ontspringt te Cul-des-Sarts in het uiterste zuiden van de provincie Namen op een hoogte van 350 meter. Kort na de bron vormt zij over ongeveer vijf kilometer de grens met Frankrijk vooraleer noordwaarts af te buigen. Even voorbij Couvin, de belangrijkste stad aan de rivier, gaat een deel van de rivier ondergronds door de Grottes de Neptune ook wel "Grottes de l'Adugeoir" genaamd. De ondergrondse vertakking vloeit te Nismes weer samen met de hoofdstroom. Bij de "Roche à Lomme" vloeit de Eau Noire op 150 meter hoogte samen met de Eau Blanche om de Viroin te vormen.

## Stuwdam
Begin 1978 werden de inwoners van de regio geconfronteerd met de plannen om op de rivier, net voor deze Couvin bereikt, een 70 meter hoge stuwdam te bouwen. Deze zou de vallei van het Eau Noire en twee zijriviertjes volledig blank zetten. Er ontstond meteen een protestbeweging tegen het project die zowel ludiek maar soms ook gewelddadig was. Zo werd o.a. het Ministerie van Openbare Werken te Brussel bezet, enkele graafmachines gesaboteerd, en het werfgebouw tot tweemaal toe vernield. Om aan hun acties de nodige ruchtbaarheid te geven werd ook een illegale radiozender opgestart die vanuit de bossen rond Couvin uitzond en voor elke uitzending opnieuw verplaatst werd. Naar aanleiding van de vernielingen kwam het tot een gerechtelijk onderzoek waarbij meerdere actievoerders aangehouden werden en langdurig ondervraagd. Tot een proces kwam het echter nooit. Naar het eind van het jaar toe werd het project opgeschort, onder druk van de protesten maar ook omdat, zoals de lokale bewoners altijd beweerd hadden, de ondergrond te onstabiel was voor de constructie van een dergelijke dam. De opschorting bleek uiteindelijk het definitieve einde van de plannen